# Potrerillo (Chiapas)
Potrerillo es una localidad del estado mexicano de Chiapas. Es parte del municipio de Amatenango de la Frontera.

## Demografía
| Gráfica de evolución demográfica |
|                                  |

| Censo | Población |
| ----- | --------- |
| 1930  | 334       |
| 1940  | 417       |
| 1950  | 439       |
| 1960  | 456       |
| 1970  | 619       |
| 1980  | 841       |
| 1990  | 1 448     |
| 2000  | 1 654     |
| 2010  | 2 062     |
| 2020  | 2 559     |